# Foriss Antal
Foriss Antal (? – Nádas, 1798. május 28.) Esztergom-főegyházmegyei plébános.

## Élete
Néveren, Bars megyében született, nemesi származású volt. A teológiát 1763–1767-ben Nagyszombatban végezte. 1768. augusztus 5.-én káplán lett Bozókon, 1770. január 8.-án Gajaron, 1772. június 27.-én plébános Detrekőszentpéteren, 1776. október 23.-ától haláláig Nádason.

## Művei
Egyetlen munkája kéziratban maradt:
- Substratum Sacrae Sermocinationis, ívrét 3 kötet.